# 那不勒斯 (伊利諾伊州)
那不勒斯（英語：Naples）是一個位於美國伊利諾伊州斯科特縣的城鎮。

## 地理
那不勒斯的座標為39°45′14″N 90°36′29″W / 39.75389°N 90.60806°W，而該地的平均海拔高度為134米（即440英尺）。

## 人口
根據2010年美國人口普查的數據，那不勒斯的面積為1.57平方千米，當中陸地面積為1.57平方千米，而水域面積為0.00平方千米。當地共有人口130人，而人口密度為每平方千米83人。